# Baltimore Orioles
Baltimore Orioles je poklicna bejzbolska ekipa iz Baltimora v Marylandu. Zasedba kluba igra v Vzhodni diviziji Ameriške lige v Glavni bejzbolski ligi. Kot ena izmed ustanovnih članic Ameriške lige je leto 1901 delovala v Milwaukeeju pod imenom Milwaukee Brewers, kasneje pa se je preselila v St. Louis, kjer je postala St. Louis Browns. Po 52 let slabih rezultatov v Missouriju se je leta 1954 preselila v Baltimore, vzdevek Orioles pa je prevzela kot poklon uradni ptici zvezne države Maryland. Ime Baltimore Orioles je predtem že nosilo moštvo, ki je kasneje postalo New York Yankees, ter moštvo iz Ameriške lige 19. stoletja, ki je kasneje razpadlo. Vzdevka moštva sta The O's (O-ji) in The Birds (Ptiči).

### Upokojene številke
Ekipa običajno upokojuje številke igralcev le takrat, ko je igralec ekipe izvoljen v Hram Slavnih, a je po smrti nekaterih igralcev začasno prepovedala nošnjo nekaterih številk.  Do sedaj je upokojila naslednje številke:
| Earl Weaver Upravnik Upokojena 1982 | Brooks Robinson 3B Upokojena 1977 | Cal Ripken mlajši BZ, 3B Upokojena 2001 | Frank Robinson DZP, Upravnik Upokojena 1972 | Jim Palmer P Upokojena 1985 | Eddie Murray 1B Upokojena 1998 | Jackie Robinson† 2B Upokojena 1997 |

Opomba: Številki Cala Ripkena starejšega (7) in Elroda Hendricksa (44) še nista bili upokojeni, a je ekipa po smrti omenjenih igralcev začasno prepovedala nošnjo njunih številk (do danes ju v dresu moštva za njima ni nosil še nihče)
†Številka Jackieja Robinsona je upokojena širom Glavne bejzbolske lige

## Nižje podružnice
| Stopnja        | Ekipa               | Liga                      | Nahajališče            |
| -------------- | ------------------- | ------------------------- | ---------------------- |
| AAA            | Norfolk Tides       | International League      | Norfolk, Virginia      |
| AA             | Bowie Baysox        | Eastern League            | Bowie, Maryland        |
| High-A         | Frederick Keys      | Carolina League           | Frederick, Maryland    |
| Low-A          | Delmarva Shorebirds | South Atlantic League     | Salisbury, Maryland    |
| Short Season A | Aberdeen IronBirds  | New York-Penn League      | Aberdeen, Maryland     |
| Novinci        | GCL Orioles         | Gulf Coast League         | Sarasota, Florida      |
| Novinci        | DSL Orioles         | Dominikanska poletna liga | Dominikanska republika |

## Rivalstva

### New York Yankees
Največji rival moštva je klub New York Yankees. Odkar moštvo domuje v Baltimoru, je v 958 tekmah proti ekipi iz New Yorka zmagalo na 427 tekmah, izgubilo pa na 528-tih. 

### Boston Red Sox
Prav tako se Baltimorčani ne razumejo z ekipo Boston Red Sox. V 948 tekmah so zmagali na 431 in izgubili na 517 tekmah. 

### Washington Nationals
Gorečemu rivalstvu z bližnjim moštvom Washington Nationals v angleščini pravijo »The Beltway Series«. Na sezonski ravni so medsebojno serijo trikrat osvojili Baltimorčani, trikrat Washingtončani, enkrat pa je bila izenačena.